# 黑腺美饰悬钩子
黑腺美饰悬钩子（学名：Rubus subornatus var. melanadenus）为蔷薇科悬钩子属下的一个变种。

## 扩展阅读
- 維基物種上的相關：黑腺美饰悬钩子